# Halecium irregulare
Halecium irregulare is een hydroïdpoliep uit de familie Haleciidae. De poliep komt uit het geslacht Halecium. Halecium irregulare werd in 1899 voor het eerst wetenschappelijk beschreven door Bonnevie. 